# Alistra napua
Alistra napua là một loài nhện trong họ Hahniidae.
Loài này thuộc chi Alistra. Alistra napua được Raymond Robert Forster miêu tả năm 1970.